# Thanatophilie
Thanatophilie (von griechisch θάνατος (thanatos) = Tod, φιλία (philia) = Zuneigung) ist die Faszination vom Tod, die Liebe zum Sterben und zur Vergänglichkeit. Der Begriff kann, je nach Definition, ein psychopathologisches Symptom benennen, oder eine künstlerische, literarische Position und wird mitunter auch als Todesverliebtheit bezeichnet.

## Definitionen
Manche Definitionen sind umfangreicher, in diesem Fall beinhaltet die Faszination auch filmische und literarische Darstellung von Tod, Sterben, Mord, Serienmord etc. sowie
diversen True-Crime-Formaten.
Es gibt jedoch auch Definitionen, bei denen die sexuelle Komponente explizit als Teil der Faszination genannt wird, wodurch sie näher an die Nekrophilie heran rückt.

## Abgrenzung zu ähnlichen Begriffen
Thanatophilie wird mitunter nicht klar gegen Nekrophilie abgegrenzt, wobei Nekrophilie klar über eine ästhetische Anschauung hinausgeht, sexuell motiviert ist und im Gegensatz zu Thanatophilie als potenziell gefährliche Paraphilie gilt.
Im Bereich der Sterbehilfe wird dagegen die Thanatophilie, im Sinne von „Befriedigung am Tod“ als ethisch problematisches Motiv bei der Suizidbegleitung genannt.

## Kulturelle Tabuisierung

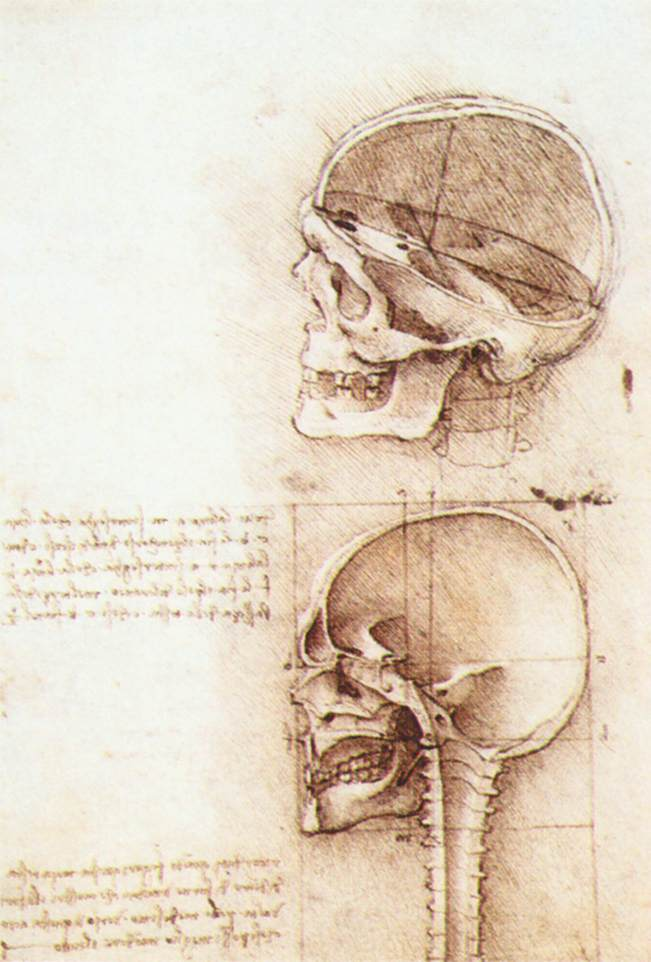
Leonardo da Vincis anatomische Studie eines menschlichen Schädels wurde heimlich angefertigt, da Obduktionen damals nicht gestattet waren

### Tod und Sterben
Da insbesondere die Darstellung von Tod und Sterben noch immer mit einem Tabu belegt ist, werden Filme, in denen Morde, Schlachtungen, Hinrichtungen und Kriegstote gezeigt werden, in der Regel indiziert, zensiert oder verboten. Ein Film, der alle soeben genannten Elemente enthält, ist Gesichter des Todes aus dem Jahr 1978. Die Indizierung für den Mondo-Film wurde in Deutschland zuletzt 2015 erneut bestätigt. Beide Fortsetzungen sind gleichermaßen betroffen.
Filmgenres, die den Tod in unterschiedlichen Formen darstellen und thematisieren, sind ebenfalls umstritten, hierzu zählen u. a. Filme mit voyeuristischen Elementen, die entweder dem Genre Snuff-Film, Gore-Film, Kannibalenfilm oder Splatterfilm angehören.

### Anatomische Studien und Obduktion
Zu Zeiten Leonardo da Vincis war die Obduktion von Menschen sowie anatomische Studien noch gesetzlich verboten. Öffentliche Hinrichtungen hingegen waren nicht nur erlaubt, sondern ein beliebter Zeitvertreib. Den Tod mitanzusehen war erlaubt, während es noch verboten war, den Toten öffentlich zu sezieren. Gunther von Hagens brach dieses Tabu öffentlich, als er 2003 in London eine öffentliche Obduktion vor 500 Zuschauern durchführte, die vom Fernsehen übertragen wurde und von Millionen Zuschauern verfolgt wurde. Dennoch gilt das Interesse an derartigen Veranstaltungen, nach wie vor als makaber und zieht entweder öffentliche Beschwerden nach sich oder ist nicht genehmigungsfähig.
Die Kontroversen innerhalb des Themengebietes erfassen mittlerweile auch die Plastination Verstorbener, sowie deren Ausstellung (siehe hierzu auch Körperwelten).